# Maxfield Parrish

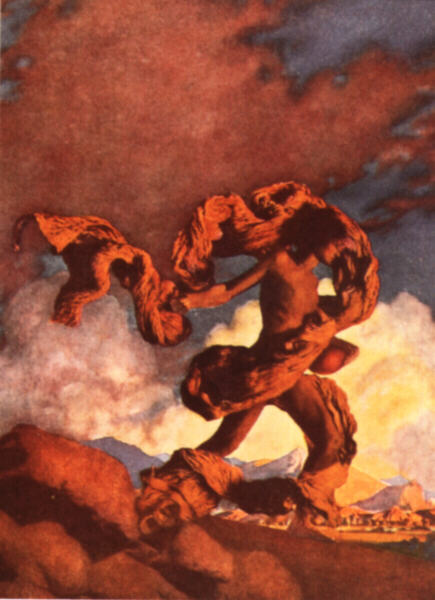
Cadmus Sowing the Dragon's Teeth, ungefär Kadmos sår draktänder från 1908.

Maxfield Parrish, född 25 juli 1870 och död 30 mars 1966, var en amerikansk målare och illustratör. Han är framförallt känd för sina dramatiska kompositioner och romantiska illustrationer i sagoböcker. Illustrationerna är ofta utförda som oljemålningar i klara färger.
Han illustrerade även reklam och affischer för företag som General Electric och Hires Root Beer, samt omslag till dåtidens stora tidskrifter som Life, Collier's Weekly och Harper's Magazine. Han anlitades att göra flera muralmålningar till större företags entréhallar och stora hotellobbys. Hans verk trycktes upp i stora serier och var populära under 1900-talets första decennier. Under 1930-talet minskade populariteten och efter andra världskriget hade han förlorat det mesta av sin status.
I början av 1910-talet fick han i uppdrag att göra en stor mosaikmural till entréhallen i nuvarande Curtis center i Philadelphia. Muralen består av mer än 100 000 glasbitar och mäter 5x16 meter och var en av tre muralmosaiker som gjordes av Louis Comfort Tiffanys ateljéer i favrilglas. Den skapades mellan 1913 och 1915 och visades under en månad i New York innan den monterades på sin avsedda plats 1916.
Palace Hotel i San Francisco har en muralmålning som utgör fond i hotellets bar som är gjord av Maxfield Parrish år 1909. Målningen föreställer råttfångaren i Hameln och baren som heter Pied Piper Bar är uppkallad efter målningen. Råttfångaren i Hameln heter the Pied Piper of Hameln på engelska.

## Galleri

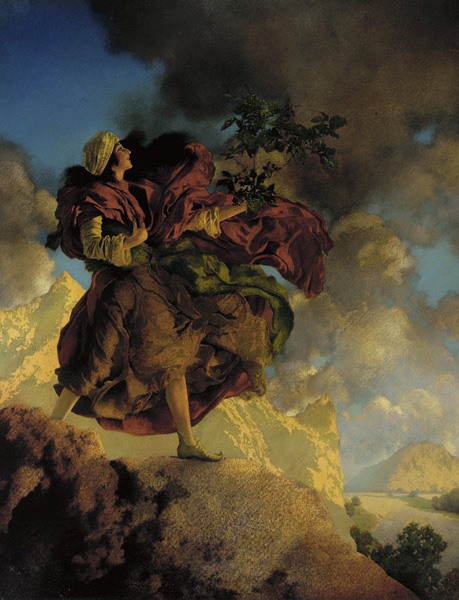
Princess Parizade Bringing Home the Singing Tree, 1906.
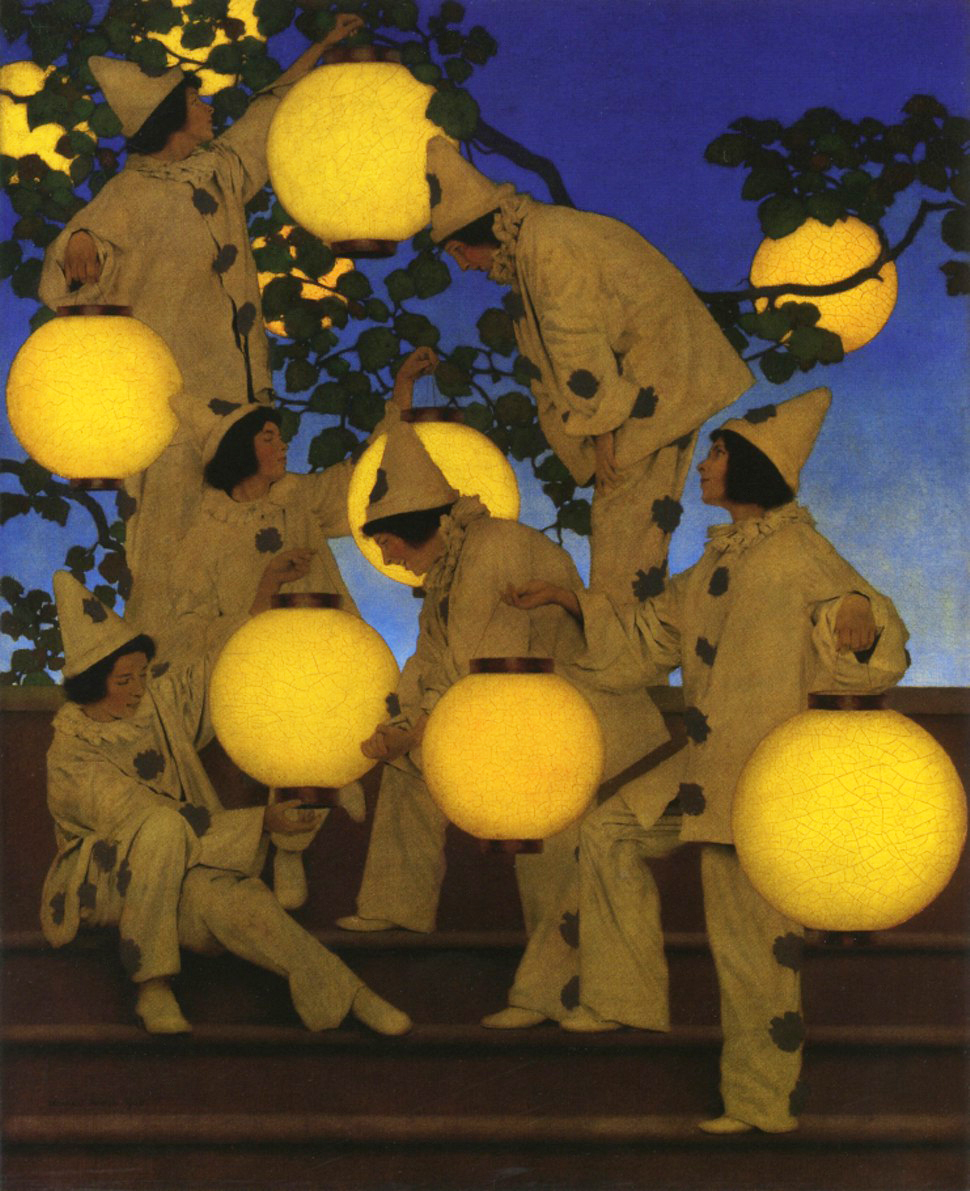
The Lantern Bearers, 1908.
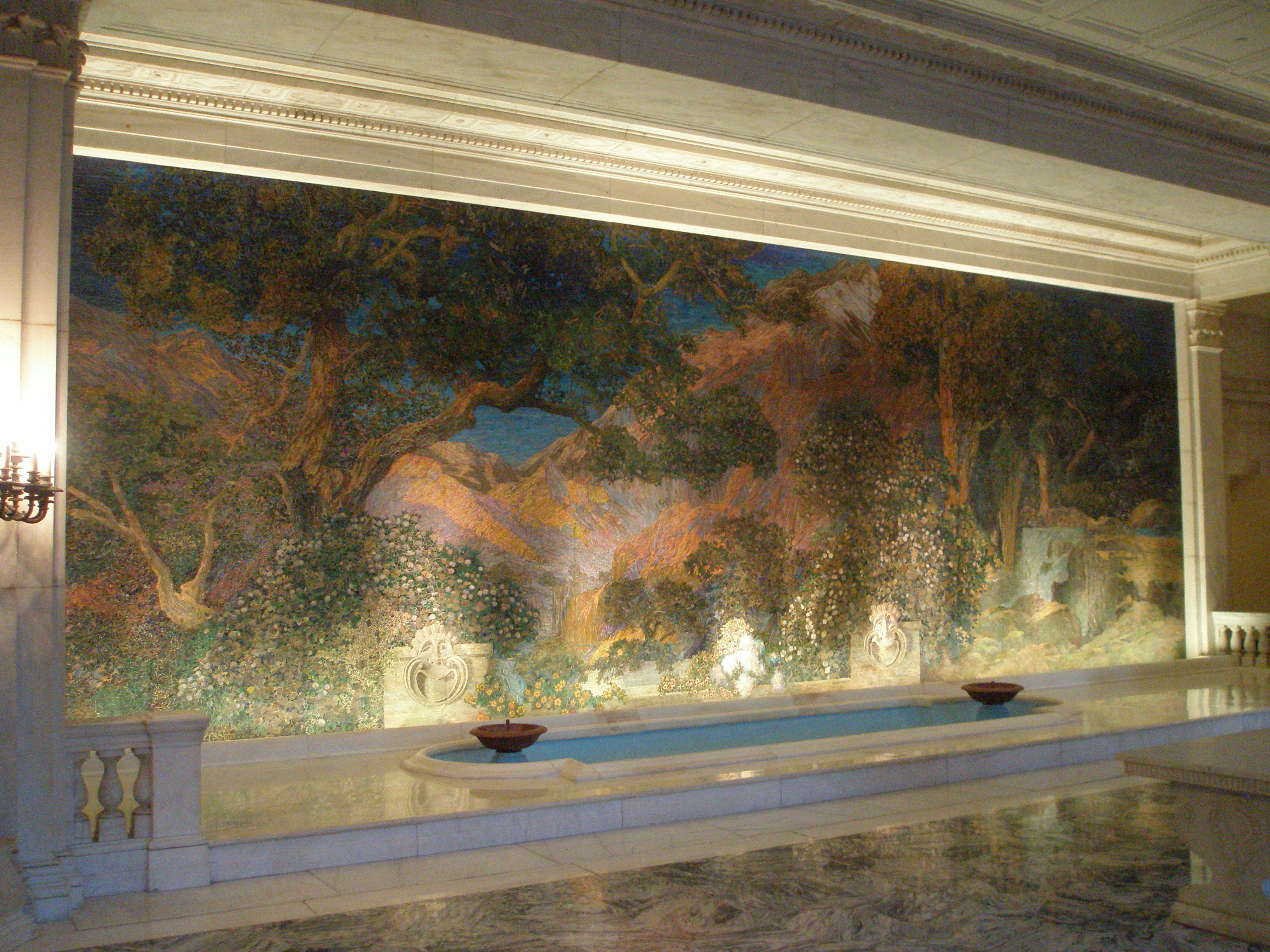
Dream garden, 1913-1915. Glasmosaik.
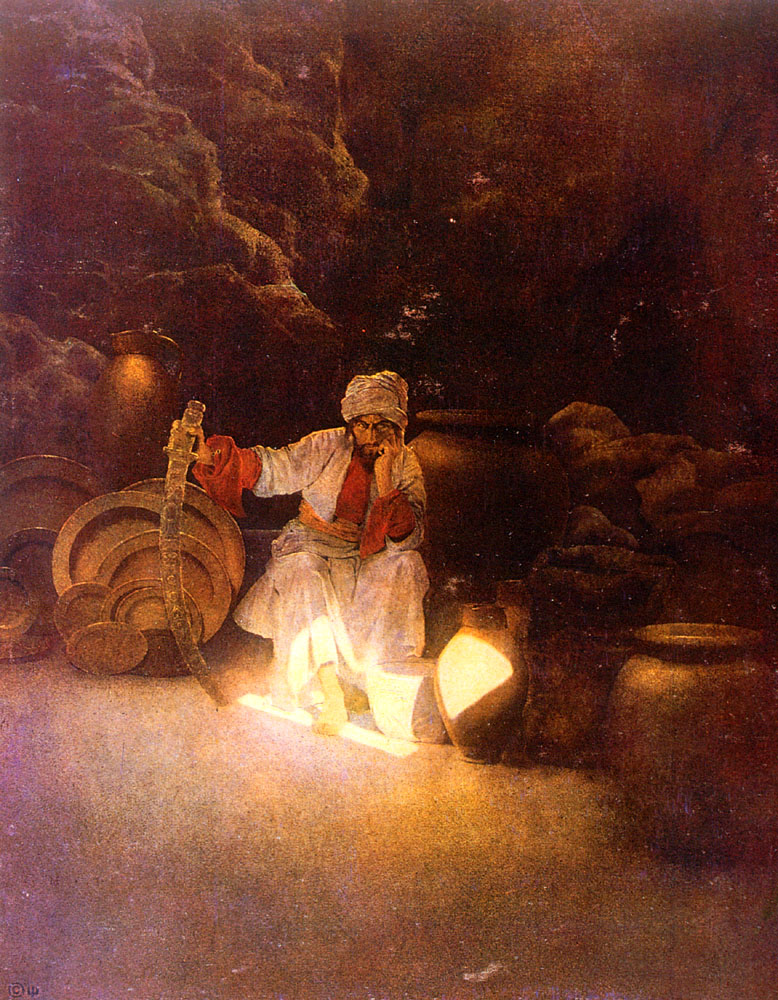
Ali Baba, 1906.
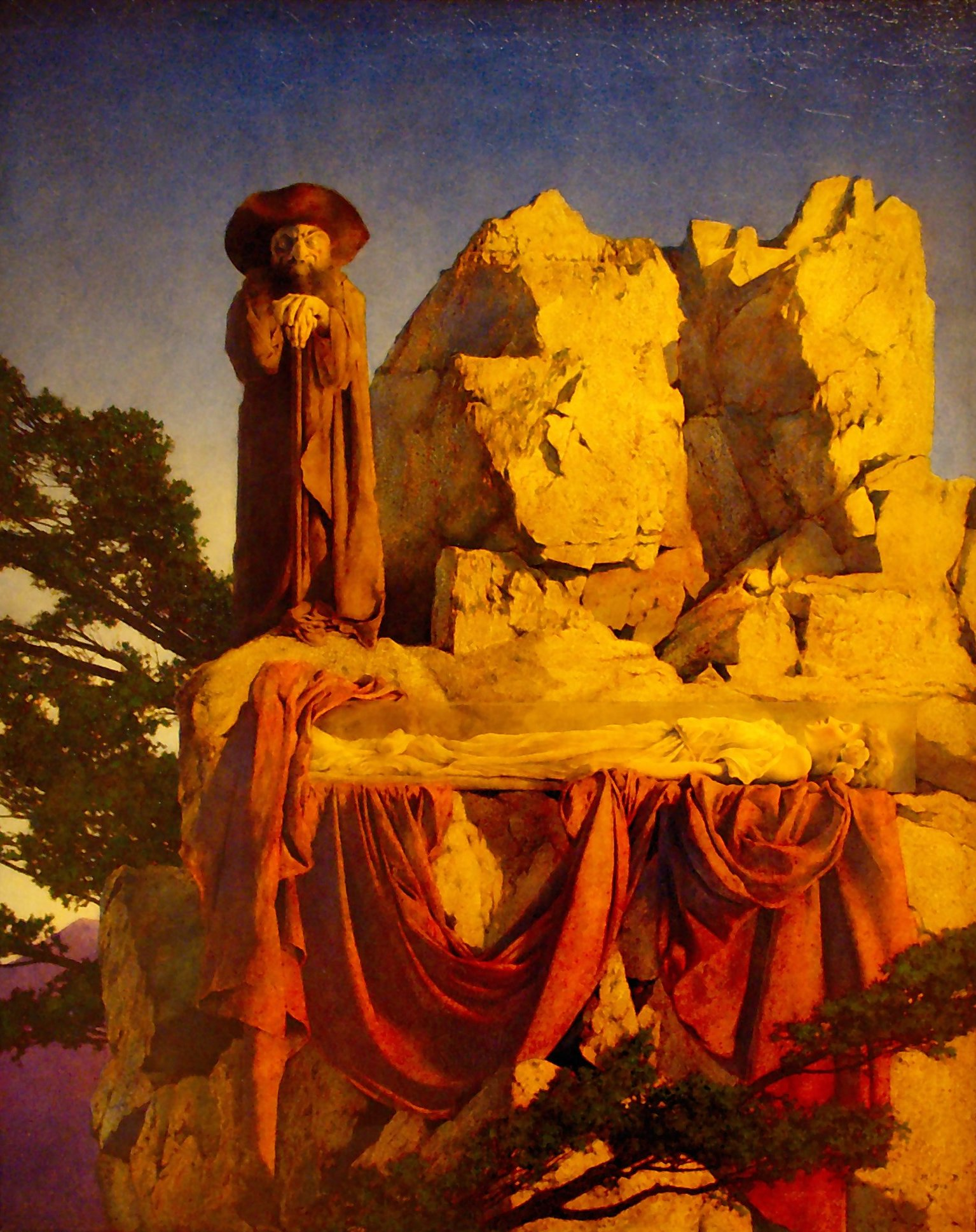
Scen ur sagan om Snövit, 1912.
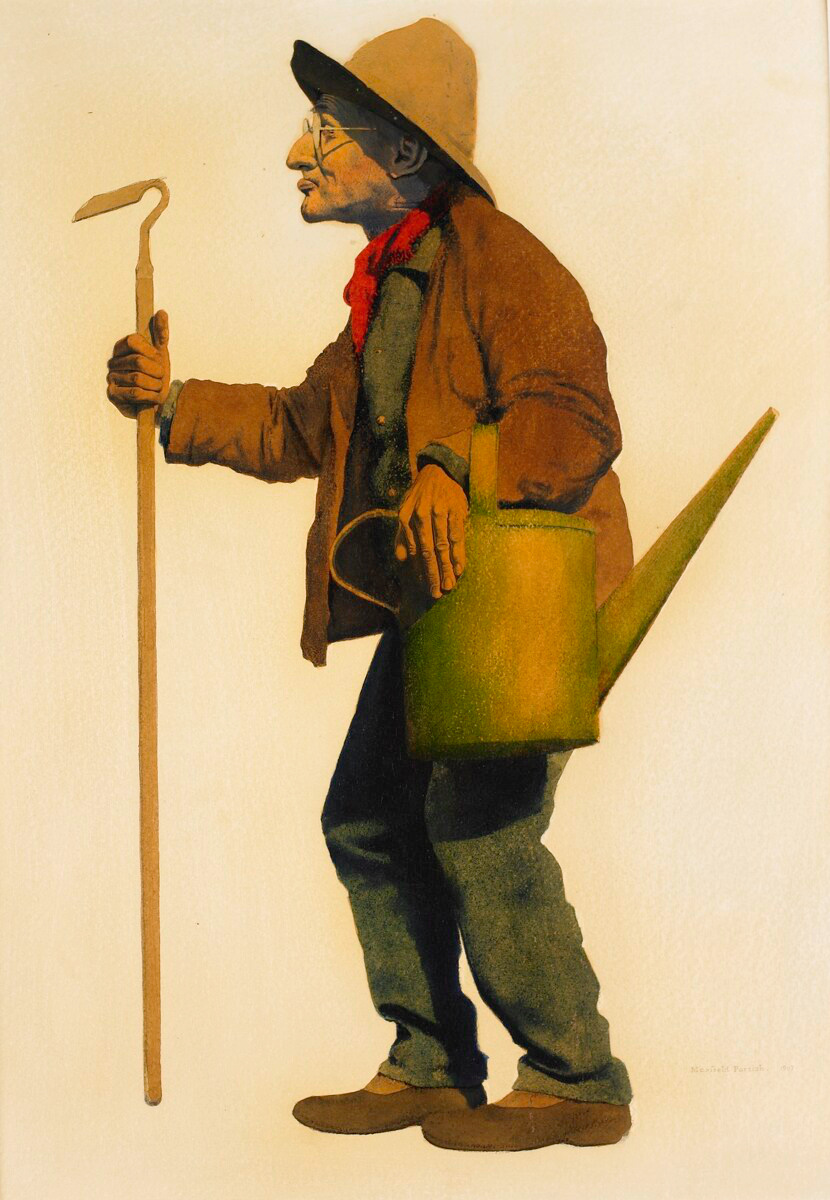
The Gardener, 1906.